# Pierre Thillet
Pierre Thillet (* 29. August 1918 in Saint-Maurice-la-Clouère; † 28. November 2015) war ein französischer Philosophiehistoriker, Gräzist und Arabist. Er war Professor für arabischsprachige Philosophie an der Université Paris 1 Panthéon-Sorbonne und forschte insbesondere zur Überlieferung aristotelischer und neuplatonischer Texte im Orient.

## Leben
Nach dem Schulbesuch am collège de Loudun absolvierte Thillet die Vorbereitungsklassen (hypokhâgne und khâgne) am Lycée Louis-le-Grand in Paris. Er studierte an der Universität von Paris (Sorbonne) Philosophie und wurde Lehrer am Lycée Buffon. Während des Zweiten Weltkriegs war er in der Résistance aktiv. Er wurde Jahrgangserster in der agrégation de philosophie (Lehrbefugnis für höhere Schulen) des Jahres 1946. Er durfte daher seinen Arbeitsplatz als Philosophielehrer wählen und ging nach Tunis (im damaligen französischen Protektorat Tunesien), um dort Arabisch zu lernen. Dort heiratete er am 30. März 1948. Nach der Geburt seines Sohnes (1949) ging die Familie nach Frankreich, dann wurde er Dozent an der Université libre de Bruxelles. 
Nach fortgeschrittenen Studien der arabischen Philologie bei Régis Blachère und der Gräzistik bei Jean Irigoin wurde Thillet 1963 in Philosophie promoviert. Er arbeitete in der Sonderforschungseinheit „Geschichte der spätantiken und frühmittelalterlichen Doktrinen“ des CNRS (geleitet von Jean Pépin) und lehrte an der Sorbonne bzw. nach deren Aufteilung 1970 an der Universität Paris I. Aufgrund seiner Schrift über Alexander von Aphrodisias erlangte er 1979 das doctorat d’Etat (entspricht etwa einer Habilitation). Er wurde 1990 im Rang eines Professors emeritiert.
Im Gefolge von Henry Corbin hat Thillet vor allem zur orientalischen Überlieferung des Aristoteles und der Neuplatoniker gearbeitet, insbesondere zu Alexander von Aphrodisias.

## Schriften (Auswahl)
Ausgaben
- Alexandre d’Aphrodise, Traité du destin. Texte établi et traduit par Pierre Thillet. Les Belles Lettres, 1984.
- Alexandre d’Aphrodise, Traité de la providence. Version arabe d’Abū Bišr Mattā ibn Yūnus éd. par Pierre Thillet. 1979, Nachdruck: Verdier, 2003.

Artikel
- mit Saleh Oudaimah: Proclus arabe. Un nouveau liber de causis? In: Bulletin d’Études Orientales 53–54, 2001–2002, S. 293–368.
- Matérialisme et théorie de l’âme chez Alexandre d’Aphrodise. In: Revue de philosophie 171, 1981, S. 5–24.